# Иэйэхсит
Иэйэхсит (Иэйиэхсит) — в якутской мифологии  общее название богинь, покровительствующих людям и домашним животным, входящих в число верховных божеств айы. Кроме того, Иэйэхсит используется как имя отдельной богини-посредницы между божествами и людьми. Для общего названия богинь, покровительствующим людям и домашним животным используется также имя Айыысыт.

## Богиня Иэйэхсит
Её представляли как богато одетую женщину, иногда — кобылицу светлой масти. Спускается на землю в мае месяце. С её возвращением начинает зеленеть листва, начинается лето. Согласно мифологии, она переносит просьбы людей к богам и ответы божеств — людям. Иэйэхсит — покровительница наиболее счастливых людей, она заботится о них с самого рождения и охраняет их от злых духов абасы.
В якутских сказках говорится, что Айыысыт или Иэйэхсит приносит на землю душу ребёнка мальчика, превратив её в нож или стрелу, а душу девочки — в ножницы.